# Vladan Savić
Vladan Savić (Berane, 1979. július 26.) montenegrói labdarúgó, középpályás.

## Pályafutása
2007 és 2015 között a Kecskeméti TE játékosa, „karmestere”, a csapat kapitánya volt. Korábban több szerb és montenegrói egyesületnél is játszott. A 2007–2008-as szezon végén egy sportújság által kiadott osztályzatok összesítésekor a másodosztály legjobbja lett. A csapat élvonalbeli mérkőzésein is fontos szerepet játszott, tizenhét gólja mellett harmincnégy gólpasszt is kiosztott. Francis Litsingi után ő volt a második, aki 100-szor pályára lépett az élvonalban, a KTE színeiben. 2015-ben az MLSZ lincenszadó bizottsága nem adta meg az engedélyt a Kecskeméti TE csapatának, visszasorolva őket a harmadosztályba. Vladan Savić ezután egy hónapos klubnélküliséget követően hazatért nevelőegyesületébe, az FK Berane csapatához, ahol - akárcsak Kecskeméten - a csapat kapitánya lett.

## Sikerei, díjai
Kecskeméti TE
- Magyar kupa:
  - győztes: 2010–11